# Simaorrú denevérek
A simaorrú denevérek (Vespertilionidae) az emlősök (Mammalia) osztályának denevérek (Chiroptera) rendjébe, ezen belül a kis denevérek (Microchiroptera) alrendjébe tartozó család.
A simaorrú denevérek családja 450 fajt tartalmaz.

## Jellemzőik
E fajok ismertetőjele, hogy orrukról hiányzik az orrlebeny. A fülön fülfedő található. A farok alig, vagy egyáltalán nem nyúlik túl a farokvitorlán. A fül inkább hosszú, mint széles. A téli álom alatt szabadon függeszkednek. Testüket nem fedik el vitorlájukkal. Az ultrahangokat nyitott szájjal, orrukon keresztül bocsátják ki. Az egész világon elterjedtek. A denevérek között a fajokban leggazdagabb családot képezik, Európában hét nemük él: Barbastella, Eptesicus, Myotis, Nyctalus, Pipistrellus, Plecotus, és Vespertilio. A földön is ügyesen járnak. Mivel a simaorrú denevérek testtömege és színezete egyedenként erősen változó, meghatározásuk néha igen nehéz. A telelés során testtömegük körülbelül 20 százalékkal csökken. Alvó- és telelőhelyeiket évtizedekig megtartják.  A patkósdenevérekkel ellentétben téli álom alatt nem burkolják be magukat a szárnyukkal, hanem a testük mellé zárják.
Az év folyamán barlangon vagy házon belüli, akár egymástól több kilométerre is lévő váltószállásokat használnak, amelyeket rendszeresen és mindig azonos sorrendben váltogatnak.

## Rendszerezés
A családhoz az alábbi 4 alcsalád tartozik:

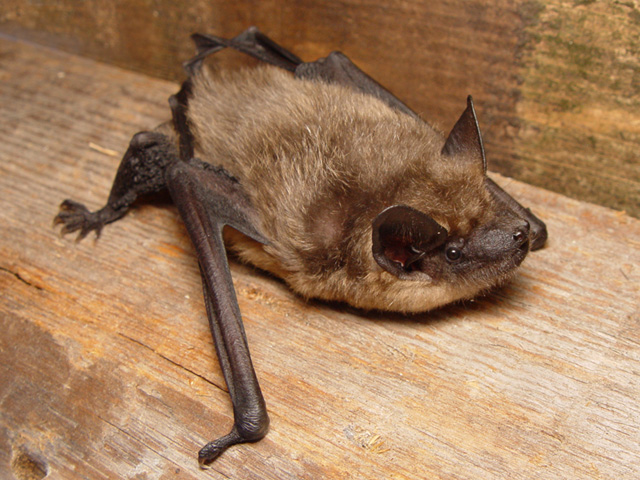
közönséges késeidenevér (Eptesicus serotinus)

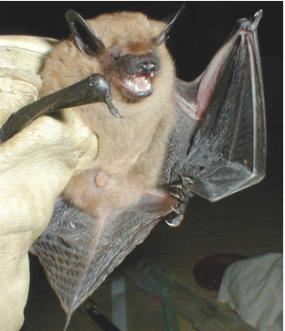
barna késeidenevér (Eptesicus fuscus)

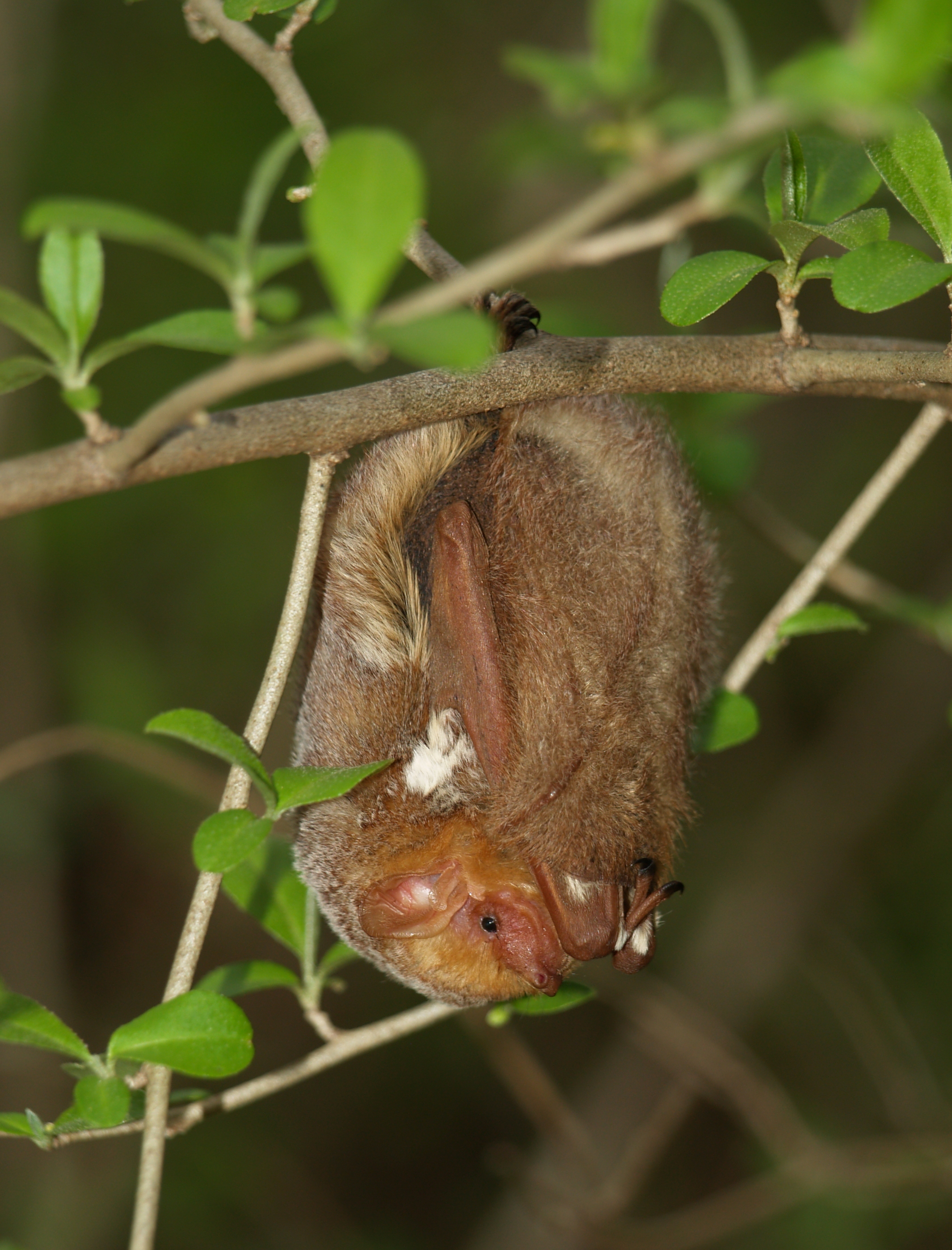
vörös szőrösfarkú-denevér (Lasiurus borealis)

- Kerivoulinae (Miller, 1907) - 2 nem és 26 faj tartozik ebbe az alcsaládba
- Murininae (Miller, 1907) - 3 nem és 38 faj tartozik ebbe az alcsaládba
- Myotinae (Tate, 1942) - 1 nem és 112 faj tartozik ebbe az alcsaládba
- Vespertilioninae (Gray, 1821) - 44 nem 274 faj tartozik ebbe az alcsaládba

A korábban idesorolt két következő alcsládot: a Tomopeatinae és a Miniopterinae más családokba helyezték át. A Tomopeatinae alcsalád egyetlen faját a Tomopeas ravust a szelindekdenevérekhez (Molossidae) helyezték át, míg a Miniopterinae alcsaládot családi szintre emeltek, a Miniopteridae név alatt.